# Stare Drzewce
Stare Drzewce (pol. hist. Drzewce) – wieś w Polsce położona w województwie lubuskim, w powiecie wschowskim, w gminie Szlichtyngowa.

## Nazwa
Wieś istnieje co najmniej od drugiej początku XIV wieku. Wymieniona w łacińskim dokumencie z 1300 jako „Drewycz”, 1327 „Trebitz”, 1399 „Drebicz”, 1405 i 1434 „Drzebicze”, 1512 „Drzewcze”, 1579 „Drzewcza”. Po rozbiorach Polski nazwa została zgermanizowana i do 1944 nosiła niemiecką nazwę „Alt Driebietz”.

## Historia
Miejscowość ma prawdopodobnie wcześniejszą metrykę niż zachowane o niej archiwalne zapisy. W bezpośrednim sąsiedztwie na byłym obszarze poddworskim znajduje się nasyp stożkowaty otoczony fosą, który archeolodzy uznają za prawdopodobny gródek średniowieczny.
Miejscowość leżała na pograniczu Wielkopolski oraz Dolnego Sląska i pierwotnie była częścią Wielkopolski. W 1300 znajdowała się w księstwie głogowskim oraz dystrykcie głogowskim utworzonym na terenie Wielkopolski. W 1405 należała do powiatu wschowskiego Korony Królestwa Polskiego. W 1376 była siedzibą własnej parafii w diecezji wrocławskiej.
Miejscowość była początkowo wsią książęcą, a później szlachecką należącą do rodów szlacheckich Krakwiczów Drzewieckich, Lgińskich, Nosticów. W 1300 książę śląski i wielkopolski Henryk III głogowski sprzedał za 300 grzywien groszy praskich, na prawie dziedzicznym, Mikołajowi zwanemu Denugo wsie Stare Drzewce oraz niezidentyfikowaną przez historyków wieś Ringenwalde, które leżały wówczas w dystrykcie głogowskim, a które wcześniej posiadał rycerz księcia Regusto z Wisenburga. W 1327 książę głogowski i wielkopolski Przemko zatwierdził przywilej swego brata księcia żagańskiego i głogowskiego Henryka IV Wiernego nadany Hermanowi ze Starego Drzewca na 5 łanów należących do folwarku Temchina w Siedlnicy, a położonych w Przyczynie Górnej.
W 1405 król polski Władysław II Jagiełło zatwierdził Hinczy Krakwiczowi przywileje swoich poprzedników na wsie Stare Drzewce i Ringenwalde w powiecie wschowskim. W 1434 sąd ziemski postanowił, że w wypadku, gdyby Hanczel Krakwicz oraz Piotr Ledlow Stary nie posiadali żadnych dóbr w Wielkopolsce, wówczas Jonas i Josman, Żydzi z Poznania, winni pozwać w sprawie swych roszczeń Kaspra Krakwicza ze Starych Drzewiec.
W 1438 Elżbieta Lgińska siostra Kaspra Drzewieckiego, pozwana został przez Mikołaja plebana z Lginia o czynsz ze Starych Drzewiec. W 1438 Kasper Drzewiecki uzyskał w tej sprawie przekazanie sporu swej siostry do konsystorza wrocławskiego z powodu przynależności Starych Drzewiec do diecezji wrocławskiej. W latach 1496-1512 przy okazji transakcji oraz spraw sądowych odnotowany został dziedzic we wsi Kasper Krakwicz Drzewiecki. W 1498 Kasper pozwany został przez Piotra z Opalenicy sędziego poznańskiego o bezprawne zajęcie jego wsi Łysiny. Starosta wschowski nakazał Drzewieckiemu ustąpić z tej wsi. W 1512 Mikołaj Krakwicz ze Starych Drzewiec oskarżony został o napad na czeladź starosty wschowskiego w czasie najścia tegoż na kupców przejeżdżających przez teren królestwa oraz o bezprawne pobranie od Hanrosta Zebrota kupca z Norymbergi jednej kopy groszy opłat oraz cła. Sąd nakazał zapłę kary zwanej „niestane”.
W 1517 źródła wymieniają kolejnych właścicieli we wsi: szlachcica Michała Nosticza dziedzica w Starych Drzewcach oraz w 1527 Barbarę Drzewiecką córkę Rafała Leszczyńskiego.
Miejscowość odnotowano również w historycznych rejestrach poborowych. W 1531 odbył się pobór z 7 łanów oraz karczmy, jednego łana sołtysiego. W 1535 pobrano podatki z 8 łanów oraz karczmy, a sołtys zapłacił od jednego łanu. W 1563 miał miejsce pobór z 12 łanów, od 9 rzemieślników oraz 7 komorników. W 1566 płatnikiem poboru ze wsi był Kasper Drzewiecki, który zapłacił z 11 łanów, od 9 zagrodników, 9 rzemieślników, 7 komorników oraz jednej karczmy dziedzicznej znajdującej się w dzierżawie. W 1579 podatki pobrano z 10 łanów, od 7 zagrodników z rolami, 3 ratajów (robotników najemnych), 5 zagrodników bez roli, dwóch rzemieślników, 8 komorników bez bydła, 4 pasterzy mających po 25 owiec oraz od dwóch wiatraków znajdujących się w dzierżawie dorocznej.
Do czasu rozbiorów leżała w Rzeczypospolitej Obojga Narodów. Wskutek II rozbioru Polski w 1793, miejscowość przeszła pod władanie Prus i jak cała Wielkopolska znalazła się w zaborze pruskim.
W latach 1975–1998 miejscowość administracyjnie należała do województwa leszczyńskiego.

## Zabytki
Do wojewódzkiego rejestru zabytków wpisane są:
- kościół ewangelicki, obecnie rzymskokatolicki parafialny pod wezwaniem bł. Szymona z Lipnicy, murowano-szachulcowy, z XIV–XV wieku, XVII wieku
- zespół dworski i folwarczny, z XIX wieku:
  - dwór
  - park
  - folwark
  - spichlerz

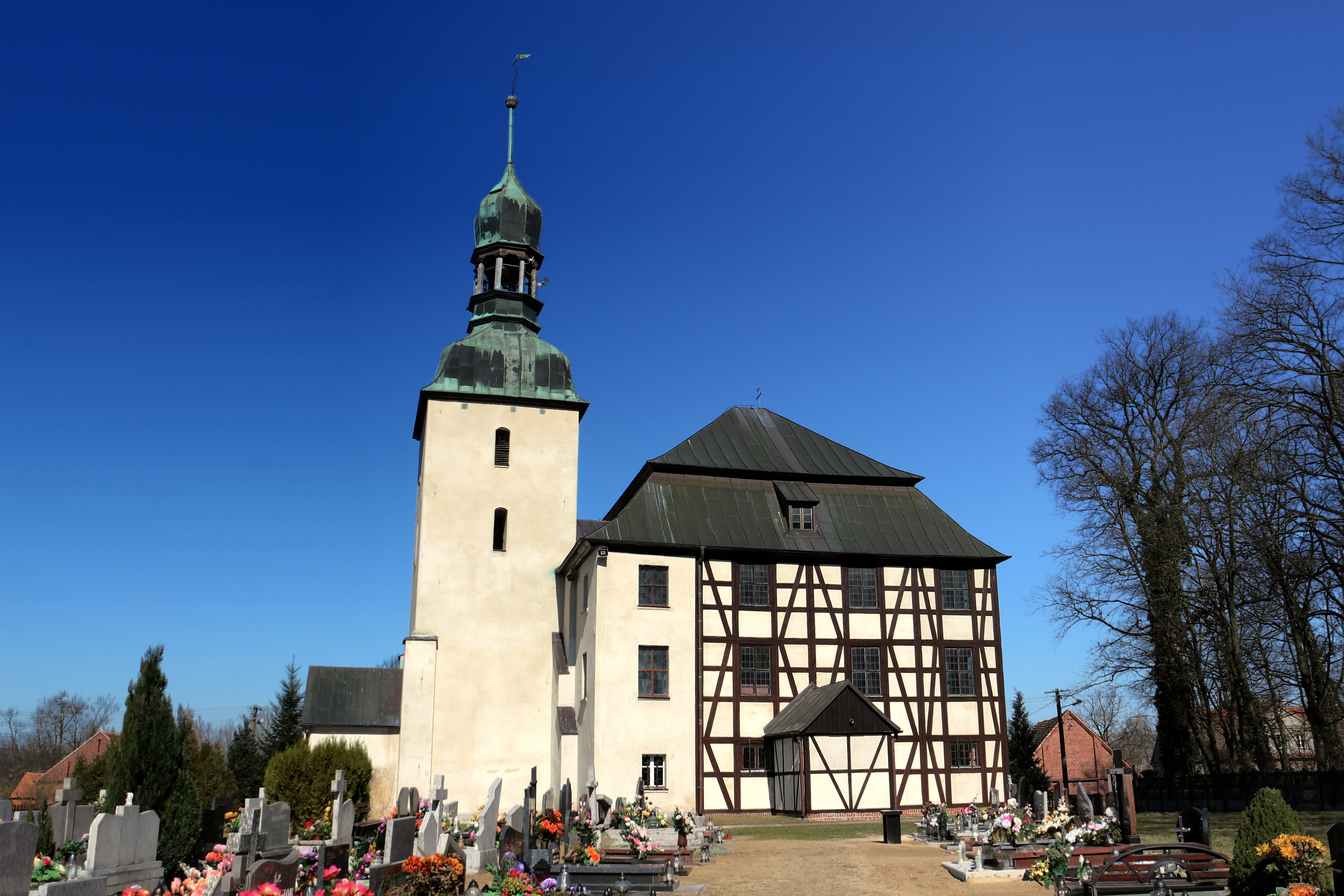
Kościół
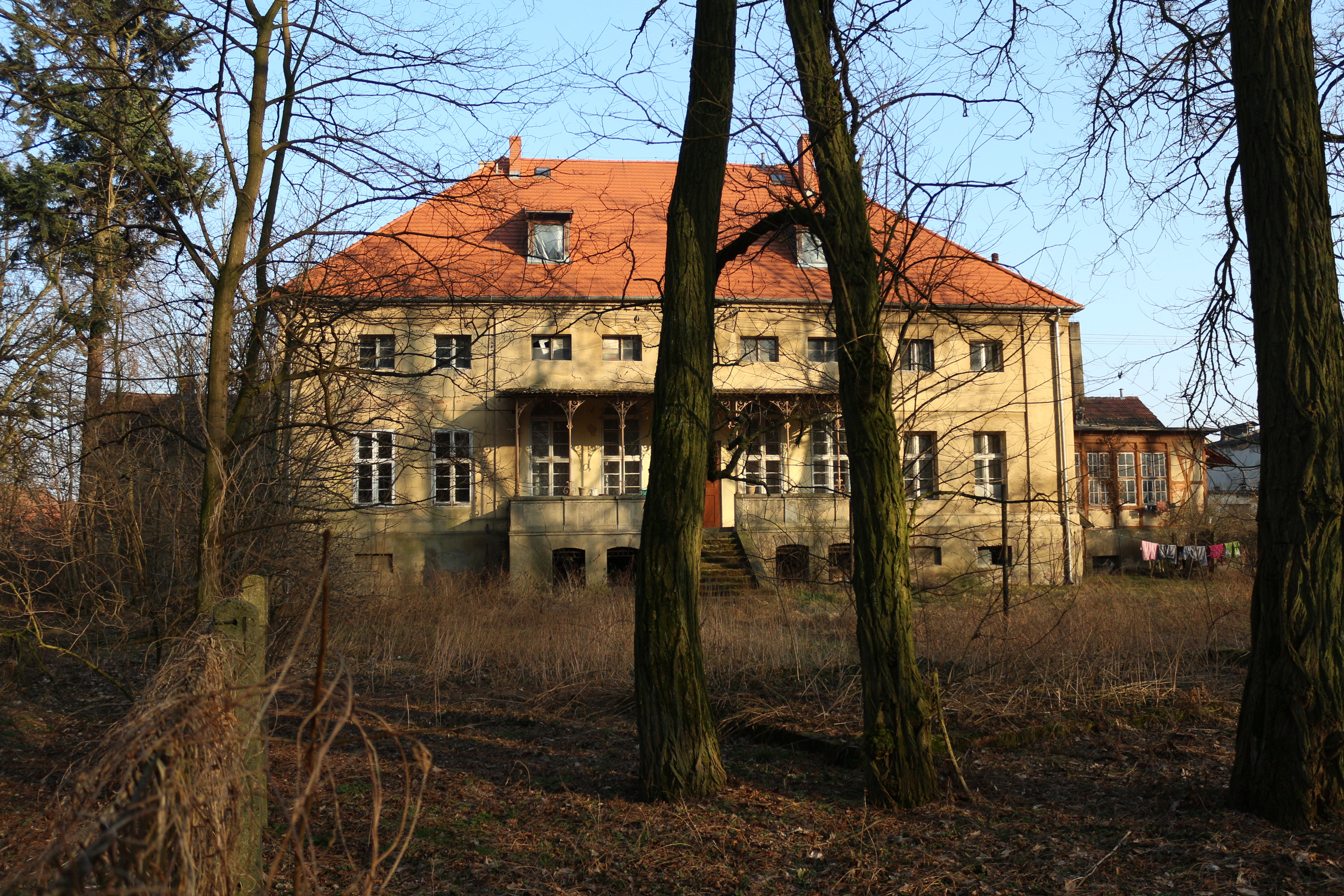
Dwór

## Edukacja
- Szkoła Podstawowa im. Danuty Siedzikówny Inki[5]